# Santa Bárbara (Durango)
Santa Bárbara es una región serrana del municipio de Durango, en México, enclavada en los límites de la Sierra Madre Occidental. Se ubica a 50 km de la ciudad de Durango. En esta región se practican algunos deportes de montaña, como el ciclismo de montaña, el bulder y el excursionismo.
También es conocido por tener uno de los climas más fríos de todo México.

## Clima
Tiene un clima templado en verano con lluvias abundantes durante los meses de junio, julio y agosto; con una temperatura media de 25 °C. En estos meses es cuando más gente viene al lugar. Los inviernos son fríos, debido a su altitud. Aunque las nevadas no son muy frecuentes, se llega a presenta caída de aguanieve y congelamientos en arroyos y agua cada año.

## Reserva natural protegida "La Quebrada de Santa Bárbara"
La Quebrada de Santa Bárbara fue inscrita como área natural protegida por decreto del gobernador Ismael Hernández Deras, se encuentra en el municipio de Pueblo Nuevo, cuenta con una extensión de 65 hectáreas, su administración está a cargo del ejido El Brillante y está a una altitud de dos mil 800 metros sobre el nivel del mar. Ahora la supervisión y preservación corre por cuenta de la Secretaría de Recursos Naturales y Medio Ambiente.
Relieves accidentados y con pendientes pronunciadas, son las características del ecosistema que aquí se encuentra, por lo que se define como una quebrada con un microclima que favorece la estabilidad estacional por sus barreras orográficas, en cuyas laderas húmedas se encuentran diferentes especies arbóreas.

## Vegetación
Esta reserva natural es hogar de una especie originaria de Norteamérica, la Pseudotsuga, y que no se va a encontrar en bosques más al sur de esta zona. También se pueden apreciar gran variedad de pinos y abetos, así como diferentes especies de la familia de las rosáceas y helechos.